# Cerkev sv. Zaharije, Benetke
Cerkev sv. Zaharije je nekdanja samostanska cerkev iz 15. stoletja v Benetkah v Italiji. Je velika zgradba v Campo San Zaccaria, tik ob obali jugovzhodno od trga San Marco in bazilike sv. Marka. Posvečena je svetemu Zahariji, očetu Janeza Krstnika.

## Zgodovina
Prvo cerkev na tem mestu je ustanovil dož Giustiniano Participazio v začetku 9. stoletja, da bi v njej bilo telo svetnika, ki mu je posvečeno, darilo bizantinskega cesarja Leona V., in je pod drugim oltarjem na desni. Tudi ostanki različnih dožev so pokopani v kripti cerkve. Prvotna cerkev je bila obnovljena v 1170-ih (ko je bil zgrajen sedanji campanile), v 15. stoletju pa jo je nadomestila gotska cerkev. Ostanki te stavbe še vedno stojijo, saj je sedanja cerkev zgrajena ob njej in ne nad njo.
Sedanja cerkev je bila zgrajena med letoma 1458 in 1515. Antonio Gambello je bil prvotni arhitekt, ki je gradnjo začel v gotskem slogu, vendar je bil mnogo let kasneje dokončan zgornji del fasade z obokanimi okni in stebri ter zgornji deli notranjosti z Maurom Codussijem v zgodnjem renesančnem slogu. Fasada je harmonična beneška mešanica poznogotskih in renesančnih slogov.

## Samostan
Cerkev je bila prvotno priključena benediktinskemu samostanu redovnic, ki so ga ustanovili Participazio in različni drugi družinski doži. Redovnice tega samostana so večinoma prihajale iz uglednih mestnih plemiških družin in so imele sloves ohlapnosti pri spoštovanju samostanske zaprtosti. Opatinja je bila običajno v sorodu z dožem.
Leta 855 se je papež Benedikt III. zatekel v samostan, ko je bežal pred nasiljem protipapeža Anastazija, katerega izvolitev so njegovi podporniki izpodbijali. Papež Benedikt je iz hvaležnosti podaril redovnicam veliko zbirko relikvij, ki so bile temelj velike zbirke, po kateri je slovel samostan, med katerimi so bile tiste Atanazija Aleksandrijskega in kos pravega križa.
Uničujoč požar je leta 1105. uničil celoten samostanski kompleks. Po tedanjih kronikah je okoli sto redovnic, ki so se zatekle v samostanske kleti, umrlo zaradi vdihavanja dima.
Pod vodstvom Enrica Dandola se je samostan preoblikoval v Klunijsko hišo. 
Samostan je imel tradicijo, da ga dož in celoten dvor vsako leto obiskujeta na veliko noč na slovesnosti, ki je vključevala predstavitev corno ducale (vojvodske kape), znak njegove pisarne. Ta tradicija naj bi se začela v 12. stoletju potem, ko so nune podarile zemljišče za gradnjo vojvodske kapele, danes bazilika sv. Marka in se je končala šele leta 1797, ob koncu republike, ko so samostan zatrli napadalci Napoleonove vojske.

## Notranjost
Notranjost cerkve ima apsido, ki jo obdaja ambulatorij, osvetljen z visokimi gotskimi okni, značilnost severnoevropske cerkvene arhitekture, ki je edinstvena v Benetkah. Skoraj vsaka stena je prekrita s slikami umetnikov iz 17. in 18. stoletja. V cerkvi je eno najbolj znanih del Giovannija Bellinija, oltar sv. Zaharije. Na stenah hodnikov in kapel so slike drugih umetnikov, med drugim Andrea del Castagno, Palma Vecchio, Tintoretto, Giuseppe Porta, Palma il Giovane, Antonio Vassilacchi, Anthonis van Dyck, Andrea Celesti, Antonio Zanchi, Antonio Balestra, Angelo Trevisani in Giovanni Domenico Tiepolo.
Umetnik Alessandro Vittoria je pokopan v cerkvi, njegov grob je označen z doprsnim kipom avtoportreta.
Orgle cerkve je leta 1790 zgradil Gaetano Callido.

### BellinijevaSacra Conversazione
Glavna atrakcija cerkve in hkrati ena najlepših renesančnih slik je Sacra Conversazione Giovannija Bellinija iz leta 1505, naslikana približno istočasno kot Leonardova Mona Lisa. Giovanni Bellini (1430–1516) je glavni mojster zgodnje beneške renesanse. V zgodovini umetnosti je zaslovel s svetlimi, toplimi barvami svojih slik, ki do danes niso izgubile svojega sijaja.
Po eni strani Bellinijeva slika ponazarja načela, po katerih so slike nastajale v renesansi, po drugi strani pa že v tej zgodnji sliki zlitje barv in učinek plastičnosti, značilen za beneško slikarstvo, samo skozi barvo, in ne skozi "disegno" kot pri Florentincih.
Eden glavnih problemov, s katerimi so se takratni slikarji spopadali v teoriji in praksi, je bila predstavitev verjetnega prostora na ravni površini s pomočjo centralne perspektive.
Z Bellinijem naslikana arhitektura ni zgolj kulisa, temveč daje svoje kontrastne poudarke sprednji skupini svetnikov. Z natančnim opisom nišne arhitekture zgornji del slike prevzame dejanski okvir slike, za katerega je bil zasnovan in v katerem je še danes. Če natančno pogledate, boste opazili, da dva pilastra na zunanji strani in prekrivni lok nista pobarvana. To je že cerkveni zid. Slika se tako neposredno sklicuje na arhitekturo cerkve.
Slika je strogo simetrična: središče slike jasno poudarja Marija, ki sedi na prestolu in angel, ki igra. Dve skupini ljudi na straneh sta simetrično razporejeni glede na položaj ženske glave. Upodobljeni so apostol Peter v njegovih značilnih rumenih in modrih barvah, njegov ključ in knjiga, cerkveni oče Hieronim, oblečen v rdečo barvo, za njim sveta Lucija Sirakuška s steklom, v katerem plavajo njene oči in na koncu sveta Katarina z mučenčevo dlanjo in simbol njenega mučeništva, kolo.
Bellini svoje figure prikazuje zelo umirjeno in zmerno, vsaka je tektonska struktura zase. Slika je enakomerno osvetljena, motivi pa skrbno razporejeni po površini slike - in vse v čudovito svetlih barvah. Tu imamo klasično podobo beneške renesanse.